# 匈牙利王国 (1000年—1301年)
匈牙利王国，又称阿尔帕德匈牙利王国，是由匈牙利大公阿尔帕德王朝的伊什特万一世于1000年建立的王国。这種算法是從教皇思維二世賜頒王冠起算，存在于1000年（或1001年）-1301年。事實上阿爾帕德王朝乃是895年建國，當時沒有教皇王冠。
伊什特万一世实行中央集权，并迫使匈牙利人民皈依基督教。尽管现有的文献强调德意志和意大利的骑士与神职人员对匈牙利语言文字的贡献，但匈牙利语中大部分用于农业、宗教和国家的词汇都来源于斯拉夫语。
最初，新生的王国在内战和异教徒起义中风雨飘摇，而神圣罗马皇帝也对其虎视眈眈。经过拉斯洛一世 （1077-1095）和卡尔曼 （1095-1116）两任国王的统治，匈牙利王国逐渐繁盛起来，并在保证当地自治后於1102年占领了克罗地亚和达尔马提亚。他们的继任者，尤其是贝拉二世 （1131-1141）、贝拉三世 （1176-1196）、安德烈二世 （1205-1235）和贝拉四世 （1235-1270）统治期间，王国继续实行扩张政策，将势力延伸至巴尔干半岛和喀尔巴阡山脉以东，使匈牙利逐渐成为一个中欧强权。
因其丰富的未开垦土地、银、金和盐矿储备，匈牙利成为德国、意大利和法国移民的首选目标。这些移民主要是农民，但也包括工匠和商人。他们的到来对塑造中世纪匈牙利城市生活方式、习惯和文化起到了关键作用。地处欧亚大陆商贸路线的十字路口，匈牙利塑造了融合多种文化的本土风情。罗曼式、哥特式和文艺复兴时期的建筑物比比皆是，拉丁文书写的文献也从侧面证明罗马天主教对匈牙利文化的影响，但东正教甚至是非基督教的少数民族社群也存在于此。拉丁语是立法、行政和司法机构的官方语言，但王国内奉行的“语言多元化”保护了包括各种斯拉夫方言在内的许多方言。
阿尔帕德王室最初依托广袤的领地保证自身在国内的主导地位，但随着王领的不断分封，匈牙利逐渐产生了出现一种由小封建领主组成的阶层，称为「皇家僕人」。根据弗朗西斯·福山的观点，这一阶层迫使安德烈二世颁布《1222金玺诏书》，限制匈牙利国王的权力。福山认为这一诏书是欧洲史上首份宪政文献。1241-1242年，蒙古帝國進行西征且入侵匈牙利，匈牙利國王貝拉四世在蒂薩河之戰親率的匈牙利軍隊被速不台的蒙古軍全滅，貝拉四世逃往神聖羅馬帝國的维也納；之后布達和佩斯失陷，且蒙古兵更圍剿其首都燒殺劫掠，王国遭到毁灭性打击。此后，库曼人和雅兹人来到并定居于匈牙利中央平原，摩尔達維亞、波兰王國和其他邻近国家也和匈牙利發生衝突。为防止蒙古人再度来袭，匈牙利国王大兴土木，建造了诸多堡垒，导致王国实际上被国内各强大诸侯分割为半自治的“省”，但同時这些建設有了作用，1285年金帳汗國入侵匈牙利，雖蒙古人又再次兵臨布達和佩斯，但他們只能夠劫掠村莊及小鎮，無法攻陷堅硬的堡壘，在蒙古軍撤退時，匈牙利國王拉斯洛四世在特蘭西瓦尼亞成功擊退金帳蒙古軍。这些诸侯甚至有能力挑战安德烈三世 （1290-1301）的权威。1301年，随着安德烈三世无嗣而终，阿尔帕德王朝灭亡。他死后，匈牙利陷入短时间的无政府空位期，直到安茹王朝的查理一世继任为匈牙利国王，是为中世纪晚期匈牙利王国。